# 東畢巴
東畢巴(梵文：Dhobipa)，印度大乘密宗人士，八十四成就者之一。

## 簡介
東畢巴父子是薩利鋪札城的洗衣匠，一天好意供養一瑜珈士，願意幫助他洗衣，瑜珈士回應清淨內心勝於外表的道理，於是傳授上樂金剛灌頂予東畢巴父子，使之親見壇城，並給予口授，以真言、手印和三摩地加持他們。如此禪修了十二年，證得大手印成就，之後廣行利生事業，最終進入空行淨土。